# Moa (rzeka)
Moa – rzeka w Sierra Leone, w prowincji południowej. W środkowym biegu rzeki leży wyspa Tiwai, a przy jej ujściu do Oceanu Atlantyckiego – miasto Sulima. W górnym biegu rzeka stanowi granicę między Sierra Leone i Gwineą oraz Gwineą i Liberią.